# جوليين ديفيد
جوليين ديفيد (بالفرنسية: Julienne David)‏ هي قرصانة مفوضة فرنسية ولدت في سنة 1773 في مدينة نانت عملت أثناء حرب فونديه بجانب الملكيين، قبض عليها الجمهوريين لاحقاً لكن عند علمهم بأنها عملت قرصانة مفوضة أطلقوا سراحها مقابل العمل معهم ضد إنجلترا. كبدت الإنجليز خسائر كبيرة في مدينتها نانت. قبض عليها الإنجليز في سنة 1803 وبعد سجنها لمدة ثماني سنوات أطلقوا سراحها وعادت إلى فرنسا وأصبحت موضوع لعدة روايات، وتوفيت في 1843.